# Huilumies
"Huilumies" (Um flautista) foi a canção que representou a Finlândia no  Festival Eurovisão da Canção 1980, interpretada em finlandês pelo cantor Vesa-Matti Loiri.
A referida canção tinha letra de Veikko 'Vexi' Salmi, música de Aarno Raninen e foi orquestrada por Ossi Runne.
Foi a décima canção a desfilar no evento, a seguir à canção da Suíça "Cinéma" e antes da canção norueguesa. No final da votação, terminou em 19º lugar e último lugar, com apenas 6 votos. 

## Letra
A canção é cantada através da perspectiva de um flautista  " que canta que enquanto não for capaz transmitir os seus sentimentos por palavras, ele será capaz de o fazer com a flauta.